# グラコロ
グラコロは、日本マクドナルドが販売するハンバーガー。グラタンコロッケをパンにはさんだ商品である。1993年以来、例年期間限定で販売しており、日本マクドナルドの冬の風物詩として、熱心なファンに支えられている。なお、グラコロの名称は、マクドナルド インターナショナル プロパティー カンパニー リミテッドによる登録商標（第6089157号）である。

## 特徴
マカロニとエビの入ったグラタンをコロッケに仕立て、キャベツとともにバンズにはさんだものである。コロッケは、外はサクサク、中はトロトロに仕上げ、濃厚さを特徴とする「たまごソース」とスパイシーな「特製コロッケソース」がかけられる。バンズにはバター風味をきかせた専用のパンを使う。1993年の発売開始から2015年までレシピは不変であったが、2016年に「超グラコロ」として改良が加えられ、2019年にもソース等の変更が為された。
1993年の発売当初は「グラタンコロッケバーガー」が正式な商品名であったが、2021年現在は略称の「グラコロ」を正式名としている。日本マクドナルドが販売する定番の季節商品と化しており、秋季に発売する「月見バーガー」とともに季節感のある商品として、同社は重視している。また同社の冬季の売上を押し上げる商品ともなっている。

## 歴史

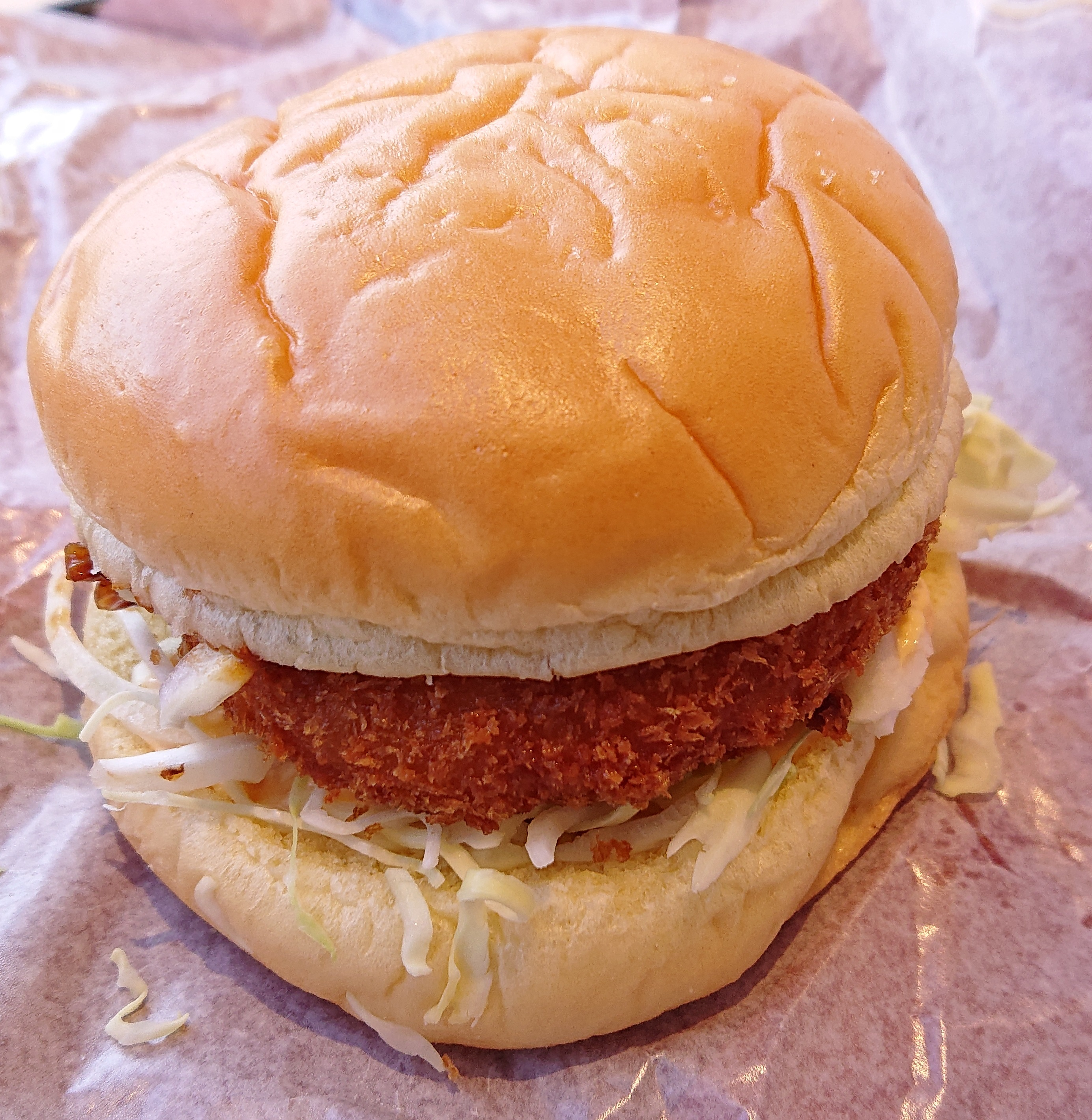
コク旨ビーフシチューグラコロ（2020年）

東京都などのマクドナルド店舗で1992年に行った試験販売の結果、各店で売上の1割を占めるなど消費者の支持を集めたことを受け、1993年4月20日に、日本マクドナルドが展開する約7割の店舗で「グラタンコロッケバーガー」として販売を開始した。当時の販売価格は320円であった。開発当初のコンセプトは、洋食屋のプレートメニューをハンバーガーにするというもので、冬という季節を特に意識したものではなかった。販売されるグラタンコロッケバーガーの形態に辿り着くまでに、グラタンコロッケではなくポテトコロッケやサーモンクリームが試されたり、キャベツではなくサラダ菜を組み合わせたりと様々な試行錯誤が繰り返されていた。具材にグラタンコロッケが採用されたことで、食べた際にバンズにホワイトクリームが染み込み、口中で広がっていくという独特の食感が冬という気候にマッチしたことやCMの効果などもあって「冬の定番」として1995年より冬季期間に販売するようになった。
マクドナルドにとっては「新タイプのハンバーガー」であったが、日本国内ではすでに明治サンテオレやドムドムハンバーガーが「コロッケバーガー」を発売し、定番商品の1つとして定着させていた。また日本ケンタッキー・フライド・チキンも「ポテコロ」と名付けた1口サイズのコロッケを発売するなど、当時の日本のファーストフード業界では、バブル崩壊後の客数減を打開すべく、庶民的な味のコロッケに活路を求める傾向にあった。
その後も消費低迷は続き、日本マクドナルド社長の藤田田は値下げによる販売促進戦略を取り、その第1弾として1995年1月13日より東日本でグラタンコロッケバーガーを25%オフの240円、西日本でベーコンレタスバーガーを半額の145円とし、約1か月後に対象商品を東西で入れ替えるキャンペーンを打った。1997年11月16日には、グラタンコロッケバーガーだけで100万個を売り上げ、16億2500万円と同社の1日あたりの売上の最高額を更新した。2001年はBSE問題による売上減の対策として、牛肉の安全性をアピールするCMを放映する一方、牛肉不使用のグラタンコロッケバーガーを主力商品として打ち出す戦略を取った。グラタンコロッケバーガーは冬の定番商品となり、予想を上回る売上で2005年12月期の経常利益の減少幅の縮小に貢献した。
2010年は発売せず、2011年11月25日にトマトソースを使った「トマトクリーム グラコロ」をラインナップに加えて再発売し、11月の前年同月比の売上を上回る要因の一端となった。2016年には、発売開始以来変わらなかったレシピの改良に取り組み、グラタンコロッケの名店の味を参考に2種類のコロッケソースとバンズを変更し、12月より「超グラコロ」として発売した。20年以上変えなかった味の改良に挑んだのは、根強い人気を保ちながらも、販売数が年々減少傾向にあったためである。2019年には「グラコロ」に名を戻し、2種類のソースの味を改良し、バンズ・コロッケにも手が加えられた。

## CM
テレビCMで使われる「グラコロ、グラコロ…」と歌われる楽曲は、「グラコロのうた」という正式な題名があるが、「グラコロソング」とも呼ばれている。コマーシャルソングを手掛けるグランドファンクが受注し、菅野よう子が作曲したもので、日本音楽著作権協会（JASRAC）の著作権管理対象曲（作品コード：218-0360-9、ISWC：T-931.463.624-3）である。「グラコロのうた」を歌う人は毎年変わり、誰が歌うか注目を集めることがある。
2019年は趣向を変え、アニメを用いたCMが初めて放映された。このCMは高校時代に同じラクロス部に所属していた3人の社会人女性が、ご褒美としてグラコロを食べるという内容で、前田敦子、竹達彩奈、愛美の3人が声優として出演し、CMソングも歌った。CMのタイトルは「あったかいって、ごほうびだ」といい、菅野芳弘が監督・絵コンテ、高柳久美子がキャラクターデザイン・作画監督を務め、ジーアングルが制作した。2020年は通常の実写CMに戻り、高橋一生らが出演した。

### CM出演者
- 大橋のぞみ（2008年） - CMソングの歌唱を担当[31]
- 藤井美菜（2014年）[32]
- 木下あかり（2015年）[33]
- 高田純次（2017年）[34]
- 蝶野正洋（2018年） - 蝶野の名字にちなみ、「超グラコロ」、「濃グラコロ」の順に食べることを勧める内容のCMだった[35]。
- 前田敦子（2019年） - 倉本あかり役[28][29]
- 竹達彩奈（2019年） - 丹野サキ役[28][29]
- 愛美（2019年） - 坂出みこと役[28][29]
- 高橋一生（2020年） - 出演、CMソング歌唱[3][30]
- 多部未華子（2021年） - 出演、CMソング歌唱[25][26]

## 文化
普段はマクドナルドに行かないものの、グラコロだけは食べに行くという人がいるほど、グラコロには根強いファンがいる。例えば「グラコロ同盟」を名乗る非公式のファンクラブが存在し、日本マクドナルドはその存在を認知している。同盟の活動はグラコロ販売期間中に好きなだけグラコロを食べ、その個数を競うというもので、誰でも参加可能と表明している。
インターネットでは、グラコロの原材料がほぼ小麦粉であることが度々話題に上り、「小麦粉バーガー」とネタにされることがある。実際にグラコロのメインとなるグラタンコロッケは、ホワイトソース、マカロニ、パン粉に小麦粉を使っており、さらにグラタンコロッケは小麦粉でできたバンズでサンドして提供される。2021年に「コク旨アンガスビーフボロネーゼグラコロ」が登場した際には、「小麦以外の成分」が使用されたと話題になった。
グラコロは毎年12月の上旬から中旬に販売を開始するため、グラコロの発売をもって「冬の到来」や「1年の終わり」を感じる人もいる。2021年のCMは、多部未華子が「え、もうグラコロ?」と驚き、グラコロの発売を知って季節の移り変わりを感じる内容であった。